# Graltshausen
Graltshausen ist eine ehemalige Ortsgemeinde und eine Ortschaft im Schweizer Kanton Thurgau. Seit dem 1. Januar 1995 gehört es zur politischen Gemeinde Berg.
Die Ortsgemeinde Graltshausen gehörte zwischen 1803 und 1865 zur Munizipalgemeinde Hugelshofen und von 1866 bis 1994 zu derjenigen von Berg.

Graltshausen im Jahr 1964

## Geographie

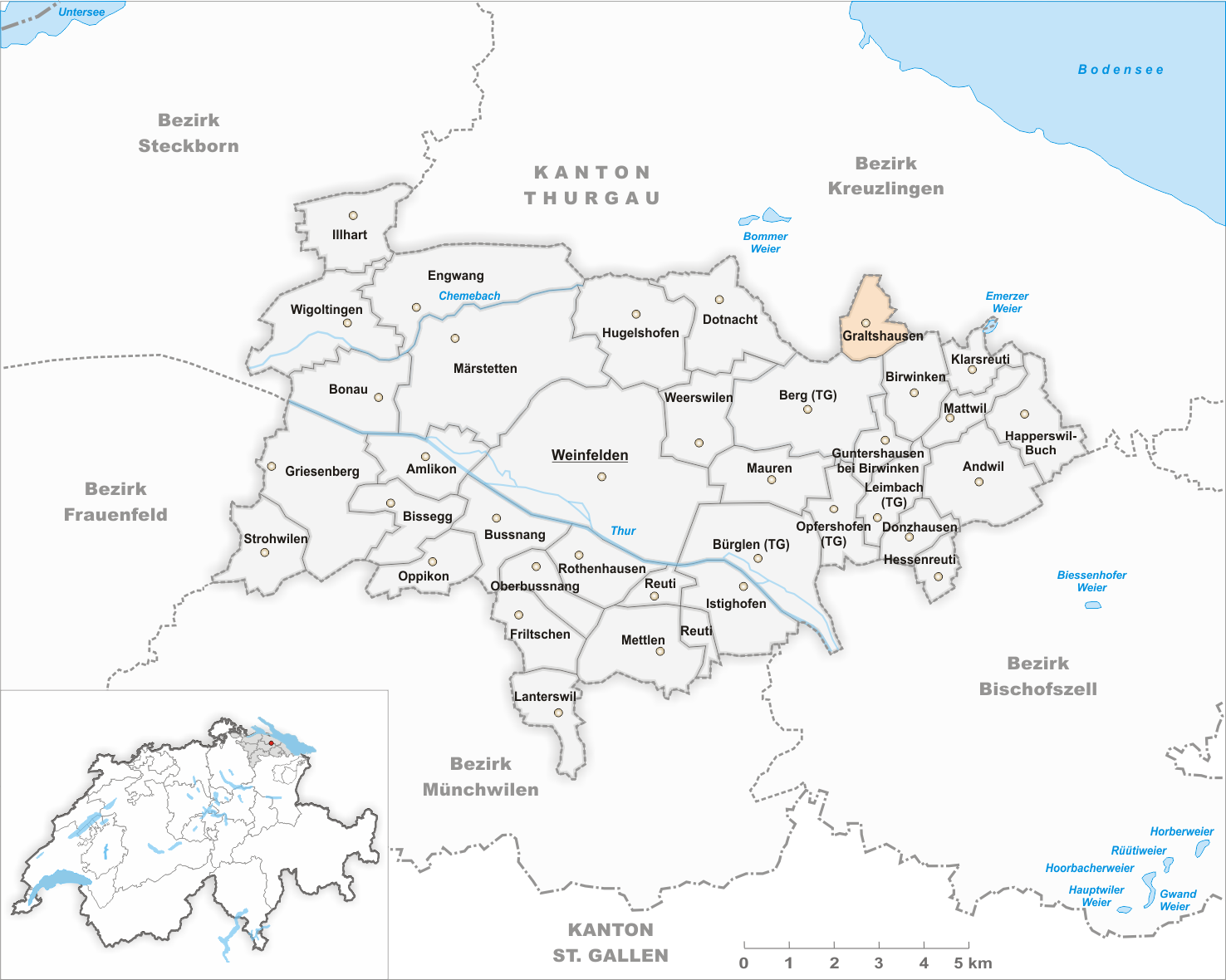
Gemeindestand vor der Fusion im Jahr 1995

Das Haufendorf liegt auf dem Seerücken nordöstlich von Berg abseits der Verkehrswege. Ab 1816 gehörte auch der Weiler Lanzendorn zur Ortsgemeinde Graltshausen.

## Geschichte
Urkundlich erwähnt wurde das Dorf erstmals am 24. September 1245 als Gralsshusen. Im Frühmittelalter lag es in der Konstanzer Bischofshöri und unterstand vom Mittelalter bis ins Jahr 1798 der Vogtei Eggen. Lanzendorn hingegen war vor 1798 ein Hohes Gericht, das dem eidgenössischen Landvogt im Thurgau hoch- und niedergerichtlich unterstand.
Religion

Das mehrheitlich reformierte Graltshausen gehörte stets zur Pfarrei bzw. zur Kirchgemeinde Alterswilen und teilte deren Schicksal. Für die Katholiken ist die Pfarrei Berg für das Dorf zuständig.

## Bevölkerung
Von den insgesamt 104 Einwohnern der Ortschaft Graltshausen am 31. Dezember 2023 waren 50 (48,1 %) evangelisch-reformiert und 22 (21,2 %) römisch-katholisch. 12 Personen (11,5 %) waren ausländische Staatsangehörige.
| Jahr         | 1850  | 1880  | 1900  | 1950  | 1990  | 2000  | 2010  | 2018  | 2023  |
| ------------ | ----- | ----- | ----- | ----- | ----- | ----- | ----- | ----- | ----- |
| Ortsgemeinde | 153   | 108   | 146   | 136   | 95    |       |       |       |       |
| Ortschaft    |       |       |       |       |       | 106   | 87    | 93    | 104   |
| Quelle       | [ 3 ] | [ 3 ] | [ 3 ] | [ 3 ] | [ 3 ] | [ 5 ] | [ 6 ] | [ 2 ] | [ 4 ] |

## Wirtschaft
Bis zum Ende des 19. Jahrhunderts dominierte der Ackerbau die Gemeinde. Dieser wurde dann durch die Viehzucht, Milchwirtschaft und den Obstbau abgelöst. Im Jahre 1889 wurde die Käsereigenossenschaft Graltshausen-Altishausen gegründet, welche im Jahre 2004 geschlossen wurde. Eine in der zweiten Hälfte des 19. Jahrhunderts eröffnete Forstbaumschule trägt ebenfalls einen Teil zur lokalen Wirtschaft bei.

## Verkehr
Die Ortschaft ist weder mit der Bahn noch mit Bussen an den Öffentlichen Verkehr angeschlossen.

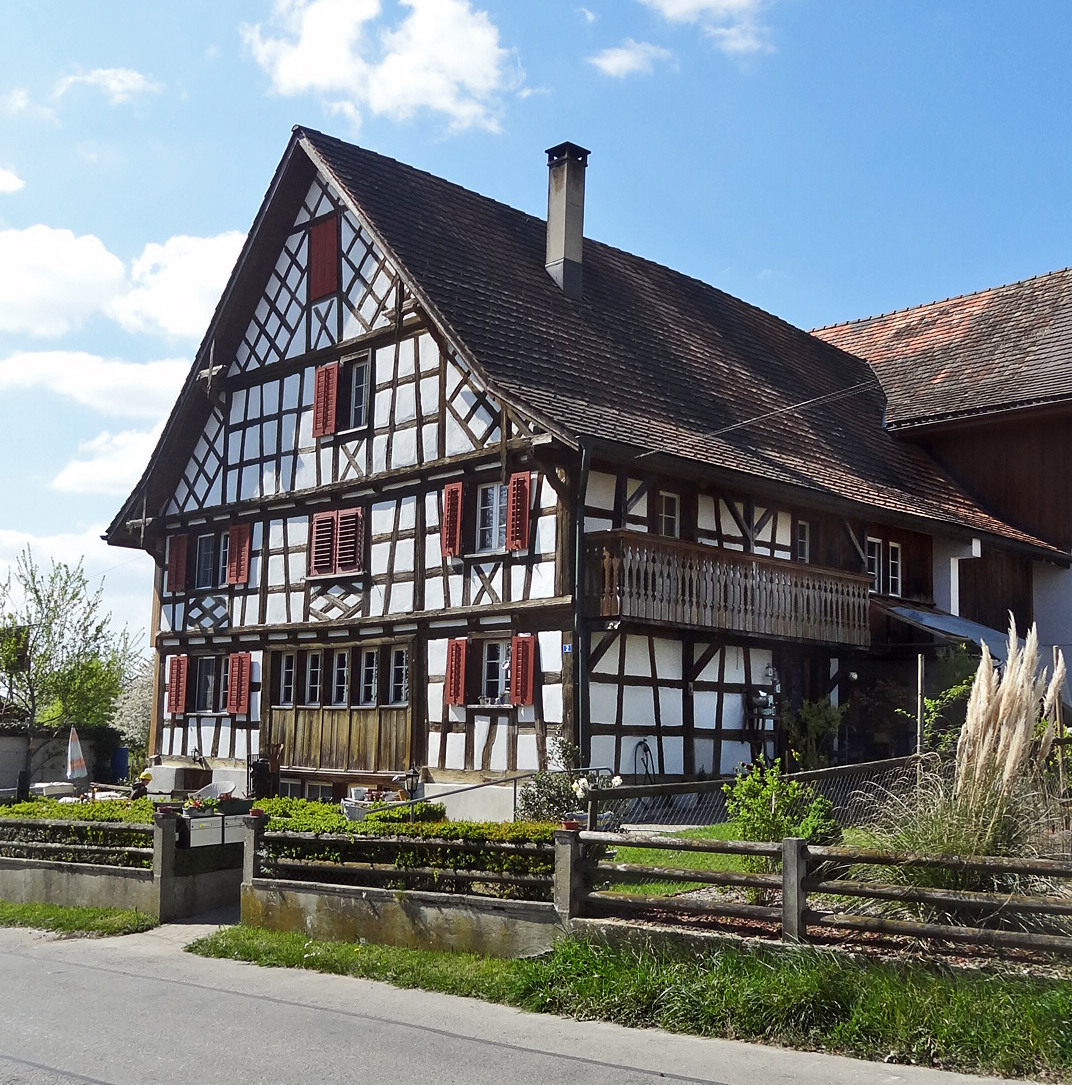
Bauernhaus an der Bergstrasse 2

## Sehenswürdigkeiten
Das Bauernhaus an der Bergstrasse 2 gehört zu den Kulturgütern von Berg.